# Geef je hart niet zomaar weg
Geef je hart niet zomaar weg is een single van de Nederlandse band Racoon uit 2021. Het stond in hetzelfde jaar als vierde track op het album Spijt is iets voor later, waar het de vierde single van was, na Het is al laat toch, De echte vent en Hee joh Jip.

## Achtergrond
Geef je hart niet zomaar weg is geschreven door Maarten van Damme, Dennis Huige en Bart van der Weide en geproduceerd door Bart Wagemakers. Het is een nederpopnummer waarin de liedverteller de luisteraar waarschuwt om niet te snel een relatie in te gaan. Dit omdat je niet de ander genoeg kan kennen en het een slechte relatie kan worden om die reden. Het lied gaat over de dochter van Van der Weide. Hij legde de betekenis van het lied uit als "(...) de twijfel of je het wel goed doet, het opvoeden van je kinderen. Dat je overal beren op de weg ziet en ze overal voor wilt waarschuwen, ook voor de dingen waar ze toch echt zelf achter moeten komen. En over het niet willen, maar wel moeten loslaten van je kinderen". De bijbehorende videoclip is een animatie in dezelfde stijl als eerdere singles van het album.

## Hitnoteringen
Het lied had bescheiden successen in de Nederlandse hitlijsten, al was het niet te vergelijken met het succes van Het is al laat toch en De echte vent. Geef je hart niet zomaar weg kwam tot de 34e plaats in de Top 40 en stond drie weken in deze lijst. De piekpositie in de Single Top 100 was de 59e plek. Het was zes weken in deze hitlijst te vinden.

### NPO Radio 2 Top 2000
| Nummer met noteringen in de NPO Radio 2 Top 2000 | '22 | '23 | '24  |
| ------------------------------------------------ | --- | --- | ---- |
| Geef je hart niet zomaar weg                     | 900 | 983 | 1230 |

1. ↑  Een vetgedrukt getal geeft de hoogste notering aan.
2. ↑  2022 was het eerste jaar met een notering voor dit nummer.